# Familia Fairchild
La familia Fairchild tiene raíces asentadas en Nueva Inglaterra (Estados Unidos). Desciende de Thomas Fairchild, quien emigró de Inglaterra en 1639 y se instaló en Stratford (Connecticut).

## Genealogía
Thomas Fairchild (1610-1670) se casa con Emma Seabrook. Sus hijos fueron:
- Thomas, casado con Sarah Preston
  - Su hijo, Alexander, casado con Deborah Beardsley
  - Su hijo, Abraham, casado con Rachel Scribner
  - Su hijo, John, casado con Abigale Wakeman
  - Su hijo, David, casado con Charlotte Guyer
  - Su hijo, Eli, casado con Grade Diamond Sturges
- Samuel (1640-1704), casado con Mary Wheeler en 1665
  - Su hijo, Robert (n. 1681)
  - Su hijo, Samuel (1683-1761), casado con Ruth Beach. 2.ª esposa Dinah Burwell (1694-1769) Padres de Stephen Fairchild (1726-1802) casado con Lavinia Beardsley
    - Oliver Fairchild (1724-1815), casado con Sarah Turner
      - Sueton Fairchild (n. ca. 1756) casado con Lucy Hubble
        - Jairus Cassius (1801-1862), primer alcalde de Madison, Wisconsin casado con Sally Blair
          - Cassius (1829-1868), que sirvió en la Asamblea Estatal de Wisconsin y falleció de heridas de combate recibidas en la guerra civil estadounidense
          - Lucius Fairchild (1831-1896), gobernador de Wisconsin, casado con Frances Bull (n. 1846)
          - Charles (1838-1910) casado con Elizabeth Nelson (1845-1924)Sus hijos:
            - Lucia (1870-1924), una pintora que trabajó en arte colonial en Cornish, New Hampshire. Se casó con Henry Brown Fuller
            - Blair (1877-1933), compositor

  - Edward (1685-1747), hijo de Samuel y Mary Wheeler, casado con Elizabeth Blakeman
    - Su hijo, Moses Fairchild (1723-1787), casado con Susanna Bosworth en 1745 
      - Su hijo, Daniel Fairchild (1762-1831), casado con Mary Buttolph en 1784
        - Su hijo, Grandison Fairchild (1792-1890), casado con Nancy Harris en 1813. Sus hijos:
          - James, Presidente del Oberlin College.
          - Henry, Presidente del Berea College. Henry casado con Maria Ball Babbitt. Sus hijos:
            - Charles Grandison, Presidente del Rollins College. Charles casado con Adelaide Frances Dean. Sus hijos:
              - Bertha Frances
              - Julia Willard
              - Eugene
              - Paul Dean
              - Walter
              - Helen Adelaide
              - Ralph Plumb
              - Ruth
              - Clarissa White

          - Edward Henry Fairchild
            - Arthur Babbitt Fairchild casado con Isabel Amanda Pratt. Sus hijos:
              - Fred Rogers Fairchild
              - Henry Pratt Fairchild

            - Julia Maria, wife of Charles Hall
            - Eugene Plumb

          - George, Presidente del Kansas State University. George casado con Charlotte Pearl Halsted
            - Su hijo David, un distinguido botánico. David casado con Marian Hubbard Bell, una hija de Alexander Graham Bell. Sus hijos:
              - Alexander Graham Bell, conocido como Graham o Sandy. Graham casado con Elva Whitman. Sus hijos:
                - Alice
                - David
                  - Alexander

              - Barbara Lathrop
              - Nancy Bell

  - Jonathan (1692-1772), hijo de Samuel y Mary Wheeler

## Otros descendientess
Otros descendientes de Thomas Fairchild:
- Julian Douglas Fairchild
- Muir Stephen Fairchild